# (10616) Inouetakeshi
(10616) Inouetakeshi est un astéroïde de la ceinture principale.

## Description
(10616) Inouetakeshi est un astéroïde de la ceinture principale. Il fut découvert le 25 octobre 1997 à Kitami par Kin Endate et Kazuro Watanabe. Il présente une orbite caractérisée par un demi-grand axe de 2,63 UA, une excentricité de 0,19 et une inclinaison de 2,9° par rapport à l'écliptique.

## Compléments